# Serge Cleuziou
Serge Cleuziou (1945-2009) est un archéologue et protohistorien français.

## Biographie
Serge Cleuziou est né le 11 janvier 1945 à Épieds-en-Beauce. Après avoir suivi des études de lettres et d'histoire à l'École normale d'Auteuil, il devient instituteur.
En 1974, il bifurque, obtient un doctorat en archéologie et devient chercheur. Ses premiers travaux l'amènent à Tureng Tepe, mais il doit partir dans le Golfe du fait de la révolution islamique. Il s'occupe alors des sites de Dilmun et Magan, puis, notamment, de l'oasis d'Hili et de Ra's al-Jinz. 
Il ouvre « de nouvelles voies à l'archéologie française » dans le nord de la péninsule Arabique, région dont il montre l'importance. Avec Anick Coudart, Jean-Paul Demoule et Alain Schnapp, il fonde en 1980 Les Nouvelles de l'archéologie. Il est chercheur au Centre national de la recherche scientifique de 1978 à 2003, avant de devenir professeur d'archéologie du Moyen-Orient à l'université Paris-I.
Il meurt à Paris le 7 octobre 2009.
Ses archives scientifiques sont déposées au Pôle archives de la Maison des Sciences de l’homme Mondes.

## Ouvrages
- Avec Pierre Lombard et Jean-François Salles, Fouilles à Umm Jidr, Bahrain, Paris, ADPF, coll. « Recherche sur les grandes civilisations : mémoire » (no 7), 1981, 63 p..
- Dir. avec Frank Braemer et Anick Coudart, Habitat et Société : actes des rencontres, 22-23-24 octobre 1998, Antibes, Association pour la promotion et la diffusion des connaissances archéologiques, 1999, 548 p. (ISBN 2-904110-28-3).
- (en) Essays on the Late Prehistory of the Arabian Peninsula, Rome, Istituto italiano per l'Africa e l'Oriente, coll. « Serie orientale Roma » (no 93), 2002, 438 p. (BNF 39061582).
- (en) Dir. avec Jean-Paul Demoule, Pierre Encrevé et Bernard Laks, Origin and Evolution of Languages : approaches, models, paradigms, Londres, Equinox, 2008, 344 p. (ISBN 978-1-84553-204-8).
- (en) Dir. avec Donald Sidney Richards et Burkhard Vogt (de), Protohistoire de l'oasis d'al-Aïn : travaux de la mission archéologique française à Abou Dhabi, Émirats arabes unis, Oxford, Archaeopress, coll. « BAR: international series » (no 2 227), 2011, 232 p. (ISBN 978-1-4073-0789-3).